# Felsőszúcs
Felsőszúcs (szlovákul Horná Súča) község Szlovákiában, a Trencséni kerületben, a Trencséni járásban.

## Fekvése
Trencséntől 10 km-re északnyugatra fekszik, Farkashegy, Széptölgyes és számos kis telep tartozik hozzá.

## Története

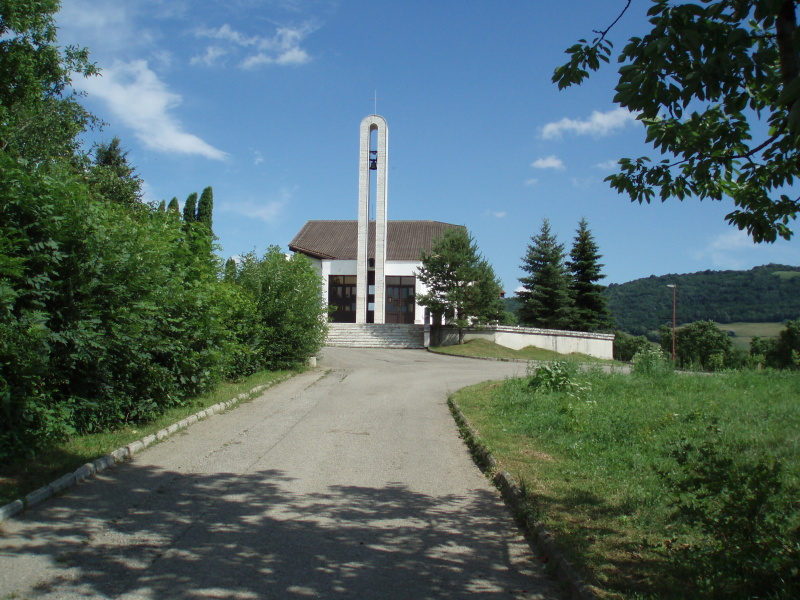
A temetőkápolna

Szúcsot 1208-ban „Suchan” néven említik először. 1244-ben „Zudczan” alakban szerepel oklevélben. Felsőszúcs alapítása az 1350 és 1400 közötti időszakra tehető, amikor az első lakosok letelepedtek a mai község helyén. Első írásos említése az 1598-as adóösszeírásban történt „Kys Sucha” alakban. Részben a trencséni váruradalom része volt, részben helyi nemesek birtoka. 1598-ban 35 háza állt. 1720-ban 44 adózója volt, közülük 40 zsellér. Lakói a mezőgazdaság mellett posztószövéssel, sörfőzéssel, szeszfőzéssel foglalkoztak. 1771-ben a település ténylegesen is különvált Alsószúcstól, ekkor építették a templomot és iskolát alapítottak. 1784-ben 323 házában 356 családban 1974 lakos élt.
A 18. század végén Vályi András így ír róla: „A. és F. Szucsa. Két tót falu Trentsén Várm. földes Urok Gróf Illésházy Uraság, lakosaik katolikusok, fekszenek Szkálához nem meszsze, Morva Orsz. széle felé; határjaik meglehetősek, erdőjök, legelőjök, réttyek elég van.”
1828-ban 358 háza volt 2171 lakossal. A 19. században fűrésztelep működött a községben.
Fényes Elek 1851-ben kiadott geográfiai szótárában így ír a faluról: „Szucsa (Felső), tót falu, Trencsén vmegyében, az irtásokkal együtt: 2488 kath., 10 zsidó lak. Erdeje igen nagy, de földe sovány. F. u. a dubniczai uradalom.”
1900-ban egy tűzben leégett a templom tornya és a harang is megolvadt, a tornyot ezután bádoglemezzel fedték be. A trianoni békéig Trencsén vármegye Trencséni járásához tartozott.

## Népessége
| Év:            | 1994. | 2004.   | 2014.   | 2024.   |
| -------------- | ----- | ------- | ------- | ------- |
| Emberek száma: | 3640  | 3503    | 3422    | 3281    |
| Eltérés:       |       | -3,76 % | -2,31 % | -4,12 % |

| Év:            | 2023. | 2024.   |
| -------------- | ----- | ------- |
| Emberek száma: | 3276  | 3281    |
| Eltérés:       |       | +0,15 % |

1880-ban 2372 lakosából 2262 szlovák, 36 német, 2 magyar, 7 más anyanyelvű és 65 csecsemő volt; ebből 2327 római katolikus, 36 zsidó, 7 evangélikus és 2 református vallású.
1910-ben 2920 lakosából 2872 szlovák, 23 német, 19 magyar és 6 más anyanyelvű volt.
1919-ben 2657 lakosából 2650 csehszlovák, 6 német és 1 ruszin volt.
2001-ben 3549 lakosából 3495 szlovák volt.
2011-ben 3394 lakosából 3183 szlovák, 15 cseh, 5 magyar, 3 egyéb és 188 ismeretlen nemzetiségű volt.

## Nevezetességei

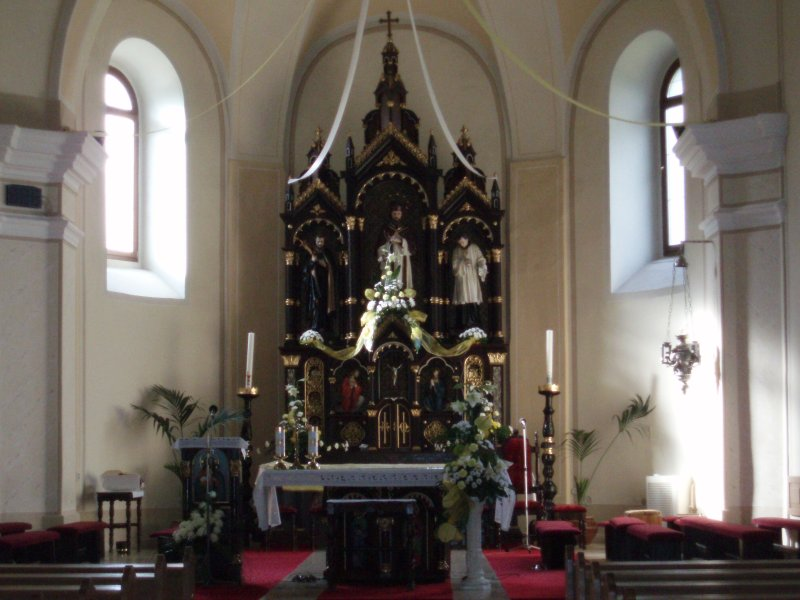
A templom oltára

- Nepomuki Szent János tiszteletére szentelt római katolikus temploma 1771-ben épült. 1909-ben oldalhajóval bővítették, 1923-ban renoválták.
- A község határa a Fehér-Kárpátok területére esik, itt található a Depšín, Horná Závska és Včelíny természetvédelmi terület.
- A falunak gazdag népi hagyományai vannak, a népi építészet számos szép példája található itt.
- A falunak fúvószenekara is van, minden év első júliusi vasárnapján rézfúvós fesztivált rendeznek.

## Híres emberek
- Itt élt és alkotott Michal Resetka katolikus pap, irodalomtörténész, könyvgyűjtő és könyvkiadó, nevét viseli ma a falu iskolája.
- Itt született 1925-ben Juraj Fojtík történész, levéltáros.
- Itt született Pavol Kristián Ranko országos hírű harangöntőmester.

## Külső hivatkozások
- A község ismertetője szlovák nyelven
- Községinfó
- Felsőszúcs Szlovákia térképén
- Az általános iskola honlapja
- E-obce.sk